# 이현걸
이현걸은 대한민국의 배우이다.

## 학력
- 한국예술종합학교 연극원 연기과 학사

## 출연작

### 드라마
- 《연개소문》 (2006년, SBS)
- 《별순검 시즌1》 (2007년, MBC드라마넷)
- 《별순검 시즌3》 (2010년, MBC드라마넷)
- 《에덴의 동쪽》 (2008년, MBC)
- 《타짜》 (2008년, MBC)
- 《자명고》 (2009년, SBS)
- 《태양을 삼켜라》 (2009년, SBS)
- 《자이언트》 (2010년, SBS)
- 《무사 백동수》 (2011년, SBS)
- 《계백》 (2011년, MBC)
- 《오작교 형제들》 (2011년~2012년, KBS2) - 조폭 역
- 《지고는 못살아》 (2011년, MBC)
- 《특수사건 전담반 TEN》 (2011년 ~ 2012년, OCN) - 대리모를 알선해주는 남자 역
- 《무신》 (2012년, MBC)
- 《골든타임》 (2012년, MBC)
- 《푸른거탑》 (2012년, tvN)
- 《백년의 유산》 (2013년, MBC) - 정신병원 직원 역
- 《스캔들: 매우 충격적이고 부도덕한 사건》 (2013년, MBC)
- 《상속자들》 (2013년, SBS) - 가드 역
- 《여왕의 교실》 (2013년, MBC) - 사채 조폭 역
- 《그녀의 신화》 (2013년, JTBC) - 사채업자 역
- 《불의 여신 정이》 (2013년, MBC)
- 《제왕의 딸 수백향》 (2013년, MBC)
- 《별에서 온 그대》 (2013년~2014년, SBS) - 양민주를 감시하는 가드 역
- 《트라이앵글》 (2014년, MBC)
- 《왔다! 장보리》 (2014년, MBC) - 강내천 부하 역
- 《조선 총잡이》 (2014년, KBS2)
- 《삼총사》 (2014년, tvN)
- 《사랑만 할래》 (2014년, SBS) - 박준철 검사 역
- 《오만과 편견》 (2014년, MBC) - 백상기 (빽곰) / 백상대 역
- 《미녀의 탄생》 (2014년~2015년, SBS) - 심부름센터 직원 역
- 《왕의 얼굴》 (2014년, KBS2)
- 《떴다! 패밀리》 (2015년, SBS)
- 《내 마음 반짝반짝》 (2015년, SBS)
- 《징비록》 (2015년, KBS1) - 국경인 역
- 《여왕의 꽃》 (2015년, MBC)
- 《여자를 울려》 (2015년, MBC)
- 《신분을 숨겨라》 (2015년, tvN)
- 《돌아온 황금복》 (2015년, SBS) - 차승만 비서 역
- 《미세스 캅》 (2015년, SBS) - 강태유 회장 수행원 역
- 《달콤살벌 패밀리》 (2015년, MBC)
- 《치즈인더트랩》 (2016년, tvN)
- 《구르미 그린 달빛》 (2016년, KBS2)
- 《결혼계약》 (2016년, MBC) - 공수창 역
- 《태양의 후예》 (2016년, KBS2)
- 《사랑이 오네요》 (2016년, SBS)
- 《불어라 미풍아》 (2016년, MBC) - 김승준 역
- 《그녀는 거짓말을 너무 사랑해》 (2017년, tvN)
- 《역류》 (2017년, MBC) - 곰치 역
- 《리턴》 (2018년, SBS)
- 《슬기로운 감빵생활》 (2018년, tvN)
- 《무법 변호사》 (2018년, tvN)
- 《내 뒤에 테리우스》 (2018년, MBC) - 박수일 역
- 《빅이슈》 (2019년, SBS) - 경호원 역
- 《특별근로감독관 조장풍》 (2019년, MBC) - 남 비서 역
- 《인간수업》 (2019년, 넷플릭스)
- 《꼰대인턴》 (2020년, MBC)
- 《빅마우스》 (2022년, MBC)
- 《금혼령, 조선 혼인 금지령》 (2022년, MBC) - 세장 역
- 《야한(夜限) 사진관》 (2024년, ENA) - 악귀 역

### 영화
- 2010년 영화 《심야의 FM》 ... 김태수 역
- 2010년 영화 《이층의 악당》 ... 송 실장 패거리 2 역
- 2012년 영화 《26년》 ... 그 사람 경호요원 1 역
- 2014년 영화 《표적》 ... 병원 남자직원 1 역
- 2014년 영화 《끝까지 간다》 ... 트럭사내 덩치남 역
- 2014년 영화 《나의 독재자》 ... 상병 역
- 2016년 영화 《로봇, 소리》 ... 인천항 경찰 역
- 2017년 영화 《조작된 도시》 ... 교도관 역
- 2017년 영화 《미옥》 ... 상훈청년 1 역
- 2019년 영화 《말모이》 ... 서대문형무소 교도관 역
- 2019년 영화 《얼굴없는 보스》 ... 마석림 역
- 2023년 영화 《살수》
- 2024년 영화 《무도실무관》 ... 강기중 역
- 2025년 영화 《파과》 ... 한성도 역 (제75회 베를린국제영화제)

### 연극
- 《늘근도둑 이야기》 (2013년) - 수사관 역
- 《로미오와 줄리엣》 (2011년) - 티볼트 역
- 《불가불가》 (2009년)
- 《누가 왕의 학사를 죽였나》 (2008년) - 윤필 강황전 자객 역
- 《룸 넘버 13》 (2008년) - 탐정 역
- 《화성에서 온 남자 금성에서 온 여자》 (2007년) - 이기남 역
- 《마음을 주었습니다》 (2006년)
- 《패밀리 랩퍼스》 (2004년)
- 《크리스마스의 세례》 (2003년)
- 《나생문》 (2003년)

### 뮤지컬
- 《천방지축 곤》 (2013년) - 울스페 태클 역

### CF
- FILA (2003년)